# Horoșkî, Orjîțea
Horoșkî (în ucraineană Хорошки) este un sat în comuna Cerevkî din raionul Orjîțea, regiunea Poltava, Ucraina.

## Demografie
Componența lingvistică a localității Horoșkî
     Ucraineană (98,06%)
     Rusă (1,94%)
Conform recensământului din 2001, majoritatea populației localității Horoșkî era vorbitoare de ucraineană (98,06%), existând în minoritate și vorbitori de rusă (1,94%).